# Drimia cryptopoda
Drimia cryptopoda är en sparrisväxtart som först beskrevs av John Gilbert Baker, och fick sitt nu gällande namn av Pfosser, Wetschnig och Franz Speta. Drimia cryptopoda ingår i släktet Drimia och familjen sparrisväxter. Inga underarter finns listade i Catalogue of Life.